# Patxi Saez Beloki
Patxi Saez Beloki (Beasain, Gipuzkoa, Kraj Basków, 8 marca 1964) – jest baskijski socjolingwistą członkiem Królewskiej Akademii Języka Baskijskiego (Euskaltzaindia). Posiada dyplom z zakresu nauk społecznych i informacyjnych oraz jest specjalistą w dziedzinie planowania językowego na Uniwersytecie Kraju Basków.

## Paradygmat Wózka
12 lutego 2016 r. w Bilbao, w oficjalnej siedzibie Królewskiej Akademii Języka Baskijskiego, przed ponad setką naukowców, badaczy i specjalistów w dziedzinie języka baskijskiego, zaprezentował po raz pierwszy Paradygmat Wózka, zwany również Paradygmatem Naturalnej Potrzeby.
Paradygmat Wózka proponuje nowy socjolingwistyczny paradygmat rewitalizacji języków mniejszości. Jest to archetyp lub wzorzec teoretyczny, który artykuluje wózek rewitalizacji języka na dwóch kołach napędowych —jednym z nich jest nabywanie języka, drugim jego używanie— które obracają się jednocześnie na tej samej osi, zasilając się nawzajem. Siłą napędową wózka rewitalizacyjnego języka jest żywotna i funkcjonalna potrzeba używania języka jako narzędzia komunikacji społecznej w celu zaspokojenia ludzkich potrzeb. Tak więc, teoretyczna konstrukcja Paradygmatu Wózka jest powiązana z Piramidą Masłowa lub hierarchią ludzkich potrzeb. 
Zgodnie z tymi ramami teoretycznymi, rewitalizacja języka musi rozpocząć się od zajęcia się i zaspokojenia przede wszystkim najbardziej podstawowych i prymitywnych potrzeb człowieka w zakresie skutecznej i afektywnej komunikacji jednostki (takich jak relacje matka-dziecko i rodzina, a także najbardziej intymne relacje przyjaźni i wspólnoty). Po zaspokojeniu istotnych potrzeb komunikacyjnych pierwszej socjalizacji jednostki, rewitalizacja języka musi skupić się na naturalnych potrzebach komunikacyjnych drugiej socjalizacji, takich jak edukacja i kultywowanie jednostki, w których interweniują tak ważne czynniki socjalizacyjne, jak szkoła i media, z bardzo istotną rolą Internetu i sieci społecznych. Wreszcie, według Paradygmat Wózka, działalność ludzka par excellence, ściśle związana z ewolucją społeczną i przekrojowa na wszystkie ludzkie potrzeby, jest pracą. Z pracą, od najbardziej prymitywnych ludzkich potrzeb, takich jak zapotrzebowanie na żywność, do najbardziej złożonych lub wyrafinowanych, takich jak samorealizacja człowieka, położony na szczycie Piramidy Masłowa są spełnione. Dlatego też skuteczne odzyskanie jakiegokolwiek języka, jako narzędzia komunikacji społecznej, kończy się normalizacją języka w pracy, która jest główną działalnością organizacji społecznej jednostki.